# Селятино (станция)
Селя́тино — железнодорожная станция Киевского направления Московской железной дороги в одноимённом пгт Наро-Фоминского городского округа Московской области. Входит в Московско-Смоленский центр организации работы железнодорожных станций ДЦС-3 Московской дирекции управления движением. По характеру основной работы является промежуточной, по объёму выполняемой работы отнесена ко 2-му классу. Станция открыта в 1926 году.
На станции семь путей, из них 2 главных и 5 боковых. Седьмой путь короткий и не электрифицирован. В 2009 году на нём поставили вагонные весы. Платформа островная, турникетами не оборудована. На станции останавливаются все электропоезда, в том числе экспрессы без гарантированного предоставления места. На станции большой оборот вагонов, каждый день на станции останавливаются сборные поезда. Боковые пути электрифицированы. К шестому пути примыкают подъездные пути «Гидромонтажа», к пятому и третьему примыкают пути с ОМС, с нефтебазы, с военной части. Линия до военной части построена в 1985—1986 годах.
В районе 2012—2013 года класс станции повышен с 3 до 2.
Из Селятино ежегодно в двадцатых числах апреля отправляется в Москву на станцию Пресня литерный эшелон с показательной военной техникой Вооружённых Сил РФ для участия в Параде Победы.
В 2023 году станция вошла в состав зоны «Дальняя» линии МЦД-4.